# Kōichi Yamadera

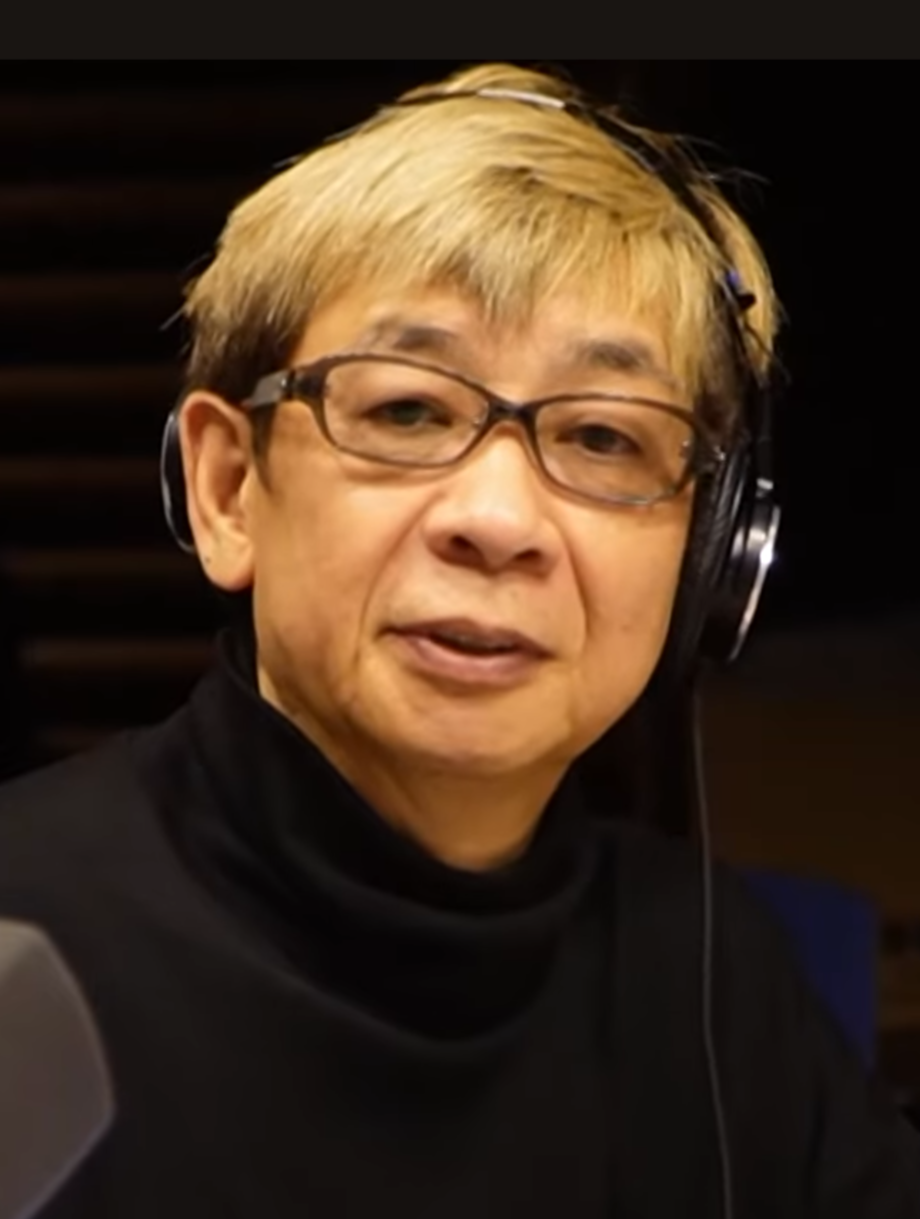

Kōichi Yamadera (山寺 宏一, Yamadera Kōichi, Miyagi, 17 de Junho de 1961) é um ator Japonês e Seiyū.

## Filmografia

### TV Animes
- Agatha Christie no Meitantei Poirot to Marple (Norman Gale (episodes 36-39))
- Ah! My Goddess: Everyone Has Wings (Troubador (episode 12))
- Alexander Senki (Darius III of Persia)
- Allison & Lillia (Carr Benedict)
- Ashita Free Kick (Ūgo (episode 29))
- Astro Boy (2003 TV series) (Memata (episode 21))
- Bikkuriman (Heikō-oni)
- Bosco Adventure (Otter)
- Brave Exkaiser (Osamu Tokuda, trader, Narrator)
- Brave Police J-Decker (Miruamiigo, Uno, Osōjioba-san, giant)
- Bubblegum Crisis (Fargo)
- Char's Counterattack (Gyunei Guss)
- City Hunter (Abe, hitman, skunk, Inspector Fukamachi, additional voices)
- City Hunter 2 (Silver fox, announcer, Rubāto, Shirozaru, hitman, government person, Mosada, Misawa, Megane, Akira, Kazama, Master, old person, Schmit, additional voices)
- City Hunter: Goodbye, My Sweetheart (Professor Takeaki Mutō)
- Cowboy Bebop (Spike Spiegel)
- Crayon Shin-chan (Boss)
- Dā! Dā! Dā! (Yuzuhiko (episode 51))
- Detective Conan (Kyōsuke Haga (episodes 385-387), Masateru Hira (episode 449))
- Digimon Xros Wars (Ballistamon)
- Dokkiri Doctor (Doctor Haruka Nishikikōji, narrator)
- Don-Don Domel to Ron (Poris)
- Dragon Ball Z (Tenshinhan (episodes 82 and 84))
- Esper Mami (Subordinate #A, pupil #B, director, man #C, Kabi)
- Fist of the Blue Sky (Kenshirō Kasumi)
- Galaxy Angel (Colonel Harry (episodes 39-40))
- Ghost in the Shell: Stand Alone Complex (Togusa, The Laughing Man, Baby Ruth, Watchdog Robot)
- Ghost in the Shell: S.A.C. 2nd GIG (Togusa)
- Gintama (Yoshida Shouyo)
- Full Metal Alchemist: Brotherhood (Isaac McDougall the Ice Alchemist (episode 1))
- Hajime no Ippo Champion Road (Kazuki Sanada)
- Hidamari no Ki (Ryōan Tezuka)
- Honey and Clover (Rōmaiya-senpai)
- Idol Tenshi Yōkoso Yōko (Kuroudo (episode 5), Daiichi (episode 26), Cycle Jackson (episode 28))
- Inazuma Eleven (Raijin Noburyū (episode 9), Shūgo Nikaidō (episodes 20-21))
- Kaiketsu Zorori (Zorori)
- Kamen no Ninja Akakage (Tomizō Karakuri, Jōshū-man, Tenjiku Yami, ninja)
- Cat Ninden Teyande (Karamaru, Tomekichi, Dung Beetle #5)
- Tenku Senki Shurato (Dragon King Ryōma, narrator)
- Legend of the Century's End Savior: Fist of the North Star 2 (Villager)
- Machine Robo: Battle Hackers (Drill Crusher)
- Madō King Granzort (Shaman)
- Meimon! Daisan Yukyūbu (Naoya Kyōmoto)
- Memories of the Flame: Tokyo Crisis (Michael Suzuki, Gondō)
- Mermaid Saga (Yūta)
- Michiko to Hatchin (Daniela (episode 11))
- Mobile Police Patlabor (Hiker #C)
- Moeru! Onii-san (Teacher #A (episode 5))
- Neon Genesis Evangelion (Ryōji Kaji)
- Oh! Edo Rocket (Ginjirō the Locksmith)
- O~i! Ryoma (Isami Kondō)
- Operation: Return the Treasure (Iwan Kurokobicchi (Rattsu))
- Otoko wa Tsurai yo (Torajirō Kurama)
- PaRappa the Rapper (Luckily (episode 16 and 18))
- Peter Pan no Bōken (Checco, Nana)
- Pocket Monsters (Kamonegi (episode 49))
- Pokémon Fushigi no Dungeon: Kara no Tankentai Toki no Yami wo Meguro Saigo no Bōken (Narrator)
- Ranma ½ (Ryōga Hibiki/P-chan, Jusenkyō Guide)
- Samurai Champloo (Nagamitsu (episode 8))
- Shūkan Storyland (Noro, Kentarō Hashimoto)
- Sonic Soldier Borgman (Dust Jead, Thunder)
- Soreike! Anpanman (Cheese, birch husband, birch husband's father, Kamameshidon, Yuzujijiya, tanuki spirit)
- Space Pirate Captain Herlock The Endless Odyssey (Harlock)
- Spirit Hero Wataru (Kurama Wataribe, Bibide Sēkima Tsū (episode 30), Umashika (episode 34), Niō Otōto (episode 36))
- Spirit Hero Wataru 2 (Kurama Wataribe)
- Stitch! (Stitch, Yūna's father)
- Super Zugan (Shintarō Oda)
- Time Trouble Tondekeman! (Tutankhamun (episode 4))
- Tsuribaka Nisshi (Densuke Hamasaki)
- Xenosaga: The Animation (Gaignun Kukai, Albedo Piazzolla)
- Yatterman (2008) (Narrator (Yama-chan), Yatter-Mechas, Odatebuta, Cockpit Mechas, Program Chairman Tōku, Hideo Higashikokubaru, Moai, Kenichi Mikawa)

### OVA
- 19 (Kazuya Kawara)
- Apocalypse Zero (Kakugo Hagakure)
- Ariel (Demonova)
- Armor Hunter Mellowlink (Borufu)
- Assemble Insert (Subordinate #3)
- Guyver, the Bio-Boosted Armor (Zelbubuth)
- Sonic Soldier Borgman: The Borgman Last Battle (Curtis Hidaka)
- Bubblegum Crisis (Fargo (episodes 5, 7 and 8))
- Compiler (Nachi Igarashi)
- Dancougar - Super Beast Machine God (Abel)
- Detonator Orgun (Tomoru Shindō, Orgun)
- Doomed Megalopolis (Junichi Narutaki)
- Geobreeders (Shōzō Irie)
- Ghost in the Shell Stand Alone Complex: Solid State Society (Togusa)
- Goddamn (Gen Todoroki)
- Gosen Zosama Banban Zai! (Bannai Tatara)
- The Hakkenden (Dōsetsu Inuyama)
- The Hakkenden ~Shinshō~ (Dōsetsu Inuyama)
- Idol Defense Force Hummingbird (Yajima)
- Harlock Saga Der Ring des Nibelungen (Harlock, Tochirō Daizan)
- Hikyō Tanken Fam & Ihrlie (Miguel)
- Legend of the Galactic Heroes (Bruno von Silverberg)
- Megazone 23 (Shinji Nakagawa)
- Megazone 23 Part III (Shion)
- Mermaid's Forest (Yūta)
- Mermaid's Scar (Yūta)
- Moeru! Onii-san (Dakku Nicholson)
- Nasu Suitcase no Wataridori (Jean-Louis Chochi)
- Natsu Ichimono Go ~Hokkyokukai Sensen (Almarick Asval)
- Oz (Ordis Nate)
- Photon (Sir Papacharino Nanadan)
- The Plot of the Fuma Clan (Policeman #B)
- Queen Emeraldas (Tochirō Ōyama)
- Ranma 1/2 OAV series (Ryoga/P-chan)
- Saiyuki (Sha Gojyo)
- Shamanic Princess (Kagetsu)
- Shiawase no Katachi (Koitsu)
- Sonic Soldier Borgman: Lover's Rain (Thunder)
- Sonic Soldier Borgman 2: New Century 2058 (Yōma Tsukai Master)
- Spirit Hero Wataru: Majinzan (Kurama Wataribe)
- Spirit Hero Wataru: Warinaki Toki no Monogatari (Kurama Wataribe)
- The Super Dimension Century Orguss 02 (Manning)
- Tokyo Babylon (Keiji Sansen)
- Treasure Island Memorial Yūnagi to Yobare ta Otoko (Jim Hawkins)
- Vampire Hunter: The Animated Series (Zabel Zarock)
- Elf Princess Rane (Gō Takarada)
- Yōsei Kisuikoden (Ryō Hamura)

### filme Animes
- Appleseed Ex Machina (Briareos Hecatonchires)
- Arashi no Yoru Ni (Barry)
- Atagōru ha Neko no Mori (Nazonu Hideyoshi)
- Chokin Senshi Cashman (Cashman)
- Cowboy Bebop: Knockin' on Heaven's Door (Spike Spiegel)
- Crayon Shin-chan Dengeki! Buta no Hizume Isakusen (Barrel)
- Crayon Shin-chan Otakebe! Kasukabe Yasei Ōkoku (Director Shizen)
- Detective Conan: Strategy Above the Depths (Hironari Kusaka)
- The Doraemons: Strange, Sweets, Strange? (Jaidora)
- Ghost in the Shell (Togusa)
- Ghost in the Shell 2: Innocence (Togusa)
- Gintama The Movie: Shinyaku Benizakura-hen (Yoshida Shouyo)
- Hashire Melos! (Melos)
- Highlander: The Search for Vengeance (Marcus Octavius)
- Kasei Ryodan Danasaito 999.9 (Harlock)
- Keroro Gunso the Super Movie (Zorori)
- Majo no Takkyūbin (Osono-san's husband, policeman, announcer)
- Majime ni Fumajime Kaiketsu Zorori: Nazo no Ohōdaiji Sakusen (Zorori)
- Martian Successor Nadesico: The Motion Picture – Prince of Darkness (Hokusen)
- Memories (Miguel)
- Millennium Actress (The Man with the Key)
- Mobile Suit Gundam Chars CounterAttack (Gyunei Guss)
- Ninja Scroll (Jūbee Kibagami)
- Paprika (Doctor Morio Osanai)
- Pokémon, the Movie: Mewtwo Strikes Back (Mew)
- Pokémon, the Movie 2000: The Power of One (Lugia)
- Pokémon 3: Spell of the Unown (David)
- Pokémon 4Ever (Hunter)
- Pokémon Heroes (Rosshi)
- Pokémon: Jirachi Wishmaker (Butler)
- Pokémon: Destiny Deoxys (Professor Lund)
- Pokémon: Lucario and the Mystery of Mew (Sir Aaron)
- Pokémon Ranger and the Temple of the Sea (Jack Walker)
- Pokémon: The Rise of Darkrai (Baron Alberto)
- Pokémon: Giratina & the Sky Warrior (Mugen)
- Arceus Chōkoku no Jikū e (Gishin)
- Ranma 1/2 film series (Big Trouble in Nekonron, China and Nihao My Concubine) (Ryoga Hibiki/P-chan)
- Sakura Taisen: Katsudō Shashin (Brent Furlong)
- SD Sengokuden Chapter of Abaowakuu (Imiko)
- Silent Möbius: The Motion Picture 2 (Nachi Aida)
- Soreike! Anpanman series (Cheese, additional voices)
- Sword of the Stranger (Rarō)
- Tokyo Godfathers (Taxi driver)
- Utsunomiko (Fisher)
- Vampire Hunter D: Bloodlust (Meier Link)
- Venus Wars (Jeff)
- Wonderful Days (Shua)
- X (Sorata Arisugawa)
- Yumemi to Gin no Bara Kishi Dan (Devil King Child)

### Web Animes
- Bakumatsu Kikansetsu Irohanihoheto (Sakamoto Ryōma)
- Megumi (Shigeru Yokota)

### Video games
- 2nd Super Robot Wars Alpha (Gyunei Guss)
- Another Century's Episode 3 (Hokusen, Gyunei Guss)
- Bingo Party Pirates (Chairman)
- Brave Fencer: The Legend of Musashi (Ed, King Yakuinikku)
- Bujingai (Lei Jenron)
- Counter-Strike
- Cowboy Bebop: Tsuioku no Yakyoku (Spike Spiegel)
- Dragon Quest Swords: The Masked Queen and the Tower of Mirrors (Jeimu)
- Drakengard (Leonard)
- Emerald Dragon (TurboGrafx-16 version) (Yaman)
- Final Fantasy IV (Nintendo DS) (Kain Highwind)
- Gun Bare! Game Tengoku (Pōku)
- Harry Potter and the Chamber of Secrets (Gilderoy Lockhart)
- The Incredible Machine: Even More Contraptions
- Kaiketsu Zorori: Mezase! Itazura King (Zorori)
- Kikō Heidan J-Phoenix (Gurenrīdā)
- Kikō Heidan J-Phoenix: Burst Tactics (Gurenrīdā)
- Kingdom Hearts (Donald Duck, Genie, Sebastian, Beast, Mushu)
- Kingdom Hearts: Chain of Memories (Donald Duck, Genie, Beast)
- Kingdom Hearts Re: Chain of Memories (Donald Duck, Genie, Beast, Mushu)
- Kingdom Hearts II (Donald Duck, Genie, Sebastian, Beast, Mushu, Stitch)
- Mario Kart Arcade GP 2 (Color commentator)
- Mobile Suit Gundam: Climax U.C. (Gyunei Guss)
- Mobile Suit Gundam: Encounters in Space (Lieutenant Yū Kajima)
- Mobile Suit Gundam: Gihren's Greed: Blood of Zeon (Master Pierce Rayer)
- Mystical Ninja Starring Goemon (Shunpū Danshin)
- Neon Genesis Evangelion (Nintendo 64 (Ryōji Kaji)
- Neon Genesis Evangelion 2: Tsukarareshi Sekai -another cases- (Ryōji Kaji)
- Neon Genesis Evangelion: Eva to Yukai na Nakama Tachi (Ryōji Kaji)
- Neon Genesis Evangelion Girlfriend of Steel (Ryōji Kaji, tank corps group members, soldier)
- Pop'n Music Disney Tunes (Donald Duck)
- Return of The Incredible Machine: Contraptions
- Rival Schools (Daigo Kazama)
- Rogue Galaxy (Desert Claw)
- SD Gundam G Generation series (Gyunei Guss, Master Pierce Rayer)
- Secret of Evangelion (Ryōji Kaji)
- Shinseiki Evangelion 2: Evangelions (Ryōji Kaji)
- SNK vs. Capcom series (Mike Bison)
- Soukaigi (Kaname Gabu)
- Street Fighter Alpha 3 (Cody, Mike Bison, narration)
- Super Robot Wars Alpha (Gyunei Guss)
- Super Robot Wars MX (Daisuke Umon, Duke Freed, Hokusen)
- Super Smash Bros. Brawl (Mew)
- Tales of Destiny (PlayStation 2) (Johnny Sheeden)
- Tales of the World: Narikiri Dungeon 3 (Johnny Sheeden)
- Tengai Makyō: Daiyon no Mokushiroku (Kakado, Kyōraku no Sukarubīto)
- Tengai Makyō: Fūun Kabukiden (Mangetsu no Ungie, Priest Mōsufīl)
- The Misadventures of Tron Bonne Tron and Henchmen (Shitappaer)
- Xenosaga Episode I: Der Wille zur Macht (Gaignun Kukai, Albedo Piazzolla)
- Xenosaga Freaks (Gaignun Kukai, Albedo Piazzolla)
- Xenosaga Episode II: Jenseits von Gut und Böse (Gaignun Kukai, Albedo Piazzolla)
- Xenosaga Episode III: Also sprach Zarathustra (Gaignun Kukai, Albedo Piazzolla)

### Dubbing roles
- 48 Hrs. (TV Asahi and DVD edition) (Reggie Hammond)
- The Adventures of Sharkboy and Lavagirl in 3-D (Mister Electric, Mister Electridad, Tobor, Ice Guardian)
- Aladdin (Genie)
- Aladdin: The Series (Genie)
- Aladdin and the King of Thieves (Genie)
- Austin Powers: International Man of Mystery (Austin Powers, Dr. Evil)
- Austin Powers: The Spy Who Shagged Me (Austin Powers, Dr. Evil, Fat Bastard)
- Austin Powers in Goldmember (Austin Powers, Dr. Evil, Fat Bastard, Goldmember)
- Avalon (Stunner)
- Back to the Future (Video/DVD edition) (Marty McFly)
- Back to the Future Part II (Video/DVD edition) (Marty McFly, Marty McFly Junior, Marlene McFly)
- Back to the Future Part III (Video/DVD edition) (Marty McFly, Seamus McFly)
- Bad Boys (Marcus Burnett)
- Bad Boys II (Marcus Burnett)
- Band of Brothers (Captain Lewis Nixon)
- Batman (TV Asahi edition) (Batman)
- Batman Returns (TV Asahi edition) (Batman)
- Batman: The Animated Series (Opening narrator)
- Beauty and the Beast (Beast)
- Beverly Hills Cop (TV edition) (Detective Axel Foley)
- Beverly Hills Cop II (TV edition) (Detective Axel Foley)
- Beverly Hills Cop III (TV edition) (Detective Axel Foley)
- Bewitched (Jack)
- Bowling for Columbine (TV Tokyo edition) (Michael Moore)
- Bruce Almighty (Bruce Nolan)
- Chain Reaction (Eddie Kasalivich)
- Chaplin (Charlie Chaplin)
- Chip 'n Dale Rescue Rangers (1989 edition) (Dale)
- Cinderella II: Dreams Come True (Jaq)
- Cinderella III: A Twist in Time (Jaq)
- Columbo ("Columbo Goes to College") (Cooper Redman)
- Coming to America (Prince Akeem Joffer, Clarence, Randy Watson, Saul (TV Asahi edition), Semmi, Morris, Reverend Brown, Ugly Girl (DVD edition))
- Curious George (Ted (The Man with the Yellow Hat))
- Dark Angel (Logan "Eyes Only" Cale)
- Disney's House of Mouse (Donald Duck, Mike the Microphone, Mushu, Genie, Beast)
- Dr. Dolittle (TV edition) (Doctor John Dolittle)
- Dr. Dolittle 2 (TV edition) (Doctor John Dolittle)
- Donkey Kong Country (Donkey Kong)
- Dreamgirls (James "Thunder" Early)
- DuckTales (Donald Duck, Burger Beagle, Bebop Beagle)
- Enemy of the State (Robert)
- Evolution (Professor Harry Phineas Block)
- Fantasia 2000 (Donald Duck)
- Fathers' Day (Dale)
- The Fifth Element (Ruby Rhod (DVD and Nippon TV edition), Jean-Baptiste Emanuel Zorg (DVD edition))
- Fight Club (Tyler Durden)
- The Flash (Flash)
- Flubber (Professor Philip Brainard)
- The Fly II (Video edition) (Martin Brundle)
- Forrest Gump (Nippon TV edition) (Forrest Gump)
- Full House (Joey Gladstone)
- Fun with Dick and Jane (Dick Harper)
- Gremlins 2: The New Batch (Video and DVD edition) (Daniel Clamp)
- Hairspray (Edna Turnblake)
- Hard Boiled (Alan)
- The Haunted Mansion (Jim Evers)
- Home Alone 2: Lost in New York (TV Asahi edition) (Marv Merchants)
- How the Grinch Stole Christmas (The Grinch)
- Ice Age (Manfred the Mammoth)
- Ice Age: The Meltdown (Manfred the Mammoth)
- Ice Age 3: Dawn of the Dinosaurs (Manfred the Mammoth)
- Independence Day (Captain Steve Hiller)
- I, Robot (DVD edition) (Detective Del Spooner)
- I Spy (Kelly Robinson)
- Jack (Jack Powell)
- Jackie Brown (Ray Nicolette)
- Jerry Maguire (Jerry Maguire (Video and DVD edition), Rod Tidwell (TV edition))
- Kung Fu Hustle (Sing)
- The Last Boy Scout (DVD edition) (Jimmy Dix)
- Lawrence of Arabia (DVD edition) (Thomas Edward Lawrence)
- Lemony Snicket's A Series of Unfortunate Events (Count Olaf)
- Licence to Kill (TV Asahi edition) (James Bond)
- Life Is Beautiful (Guido)
- Lilo & Stitch (Stitch)
- Lilo & Stitch: The Series (Stitch)
- The Little Mermaid (1999 redub) (Sebastian)
- The Little Mermaid II: Return to the Sea (Sebastian)
- The Lord of the Rings: The Two Towers (Éomer)
- The Lord of the Rings: The Return of the King (Éomer)
- Madagascar: Escape 2 Africa (Moto Moto)
- Mad Max 2: The Road Warrior (TV Asahi edition) (Max Rockatansky)
- Man on the Moon (Andy Kaufman)
- Mary Poppins (DVD edition) (Bert, Mister Dawes Senior)
- The Mask (Stanley Ipkiss)
- Max Headroom (TV series) (Max Headroom]])
- Memphis Belle (Dennis Dearborn)
- The Messenger: The Story of Joan of Arc (TV edition) (Charles VII of France)
- Metro (DVD and TV edition) (Detective Scott Roper)
- The Mexican (Jerry Welbach)
- Money Talks (Franklin Hatchett)
- Mr. & Mrs. Smith (DVD edition) (John Smith)
- Mrs. Doubtfire (Video/DVD and TV Asahi edition) (Daniel Hillard/Misses Euphegenia Doubtfire)
- Mulan (Mushu)
- The Nutty Professor (TV edition) (The Klump Family)
- Nutty Professor II: The Klumps (TV edition) (The Klump Family)
- Popeye's Voyage: The Quest for Pappy (Popeye)
- Quack Pack (Donald Duck)
- Rain Man (TV edition) (Charlie Babbitt)
- The Real Ghostbusters (Slimer)
- Red Cliff (Zhou Yu)
- Red Dwarf (Cat)
- The Return of Jafar (Genie)
- Robots (Fender)
- The Rock (TV Asahi edition) (Doctor Stanley Goodspeed)
- Roman Holiday (Video/DVD edition) (Mario Delani)
- The Rookie (David Ackerman)
- Rush Hour (Detective James Carter)
- Rush Hour 2 (Detective James Carter)
- Rush Hour 3 (Detective James Carter)
- Saving Private Ryan (TV edition) (Captain John H. Miller)
- Shaolin Soccer ("Mighty Steel Leg" Sing)
- Showtime (TV edition) (Officer Trey Sellars)
- Shrek (Donkey)
- Shrek 2 (Donkey)
- Shrek the Third (Donkey)
- The Simpsons ("Stark Raving Dad") (Leon "Michael Jackson" Kompowsky)
- Space Jam (Michael Jordan)
- Speed (Video/DVD edition) (Officer Jack Traven)
- Spy Game (DVD edition) (Tom Bishop)
- Star Trek III: The Search for Spock (first dub) (David Marcus)
- Star Wars Episode V: The Empire Strikes Back (TV Asahi edition) (Han Solo)
- Spy Kids 2: Island of Lost Dreams (Romero)
- Spy Kids 3-D: Game Over (Romero)
- The Sting (TV edition) (Johnny Hooker)
- Stranger than Fiction (Harold Crick)
- The Sum of All Fears (Fuji TV edition) (Jack Ryan)
- Super Force (Zachary Stone)
- Surf's Up (Reggie)
- Sylvanian Families (Kurumirisu's father)
- Thirteen Days (TV edition) (John F. Kennedy)
- The Three Caballeros (Donald Duck)
- Timecop (Max Walker)
- Tiny Toon Adventures (Plucky Duck)
- Titanic (DVD edition) (Caledon Hockley)
- Tootsie (DVD edition) (Michael Dorsey)
- Trading Places (Billy Ray Valentine)
- Treasure Planet (B.E.N.)
- U-571 (second TV Asahi edition) (Lieutenant Andrew Tyler)
- Under Siege 2: Dark Territory (DVD edition) (Travis Dane)
- Universal Soldier (Private Luc Deveraux)
- The Untouchables (TV Asahi edition) (Eliot Ness)
- Van Helsing (TV Asahi edition) (Gabriel Van Helsing)
- Wayne's World (Wayne Campbell)
- West Side Story (DVD edition) (Bernardo)
- Who Framed Roger Rabbit (Roger Rabbit, Donald Duck)
- X-Men (TV Tokyo edition) (Ciclope)

### TV drama
- Aikotoba ha Yūki (Chikō Keno)
- Doyō Drama: Shanhai Typhoon
- The Fantastic Deer-Man (Deer (voice))
- Hikeshi Ya Komachi (Higashi Mama)
- Jyoshiana Icchokusen!
- Kiteretsu Daihyakka (Kiteretsu's father)
- Koinu no Waltz (Katsuyuki Imai)
- Kuitan
- Psycho Doctor (Chikaraishi)
- Yoishyo no Otoko (Shinya Matsunaga, Narrator)

### Live-action films
- 20th Century Boys Chapter 2: Saigo Kibō (Konchi (Yūichi Konno))
- Godzilla, Mothra and King Ghidorah: Giant Monsters All-Out Attack (TV producer)
- Godzilla: Final Wars (Narrator)
- Godzilla vs. Megaguirus: G Extermination Strategy (Yama-chan)
- Minna no Ie (Kikuma Aonuma)
- Talking Head (Ōtsuka)
- The Uchōten Hotel (Dabudabu the Duck (voice))
- Yatterman (2009) (Narration, Yatter-Wan (voice), Odatebuta (voice))

### Tokusatsu
- Bakuryuu Sentai Abaranger (Densuke Hamazaki (voice))
- Ultraman G (Lloyd Wilder (voice))

### Variety shows
- D no Gekijō ~Unmei no Judge~ (Narrator)
- Down Town DX (Guest appearance)
- Mecha-Mecha Iketeru! ("Bakuretsu Otō-chan" guest)
- Mirai Sōzō Dō (Narrator)
- Monomane Battle (Master of Ceremonies, Louis Armstrong, Hiroto Kōmoto, Yutaka Ozaki, Scatman John, Kōji Tamaki, Stevie Wonder, Masayoshi Yamazaki)
- Oha Suta (Main host)
- Seiyū Club (Host)
- Shall We Dance?
- SmaSTATION!! (Guest appearance)
- Takeshi: Tokoro no WA Fu Kita! (Host)

### Radio
- BAY LINE 7300 (Bay FM)
- Emerald Dragon (radio drama) (Yaman) (Nippon Cultural Broadcasting)
- Hyper Night Monday (April 1994 - March 1995) (Kyoto Broadcasting System)
- Kōichi Yamadera no Gap System (Tokai Radio Broadcasting, Osaka Broadcasting Corporation, Aomori Broadcasting Corporation)
- OHA-OHA NIGHT (Nippon Broadcasting System)

### Drama CDs
- Allison & Lillia|Allison & Lillia Drama CD I ~Allison to Vil: Another Story~ (Carr Benedict)
- Bourbon no Fūin (Adrian Maurice)
- Combination (Shigemitsu Hashiba)
- Gaia Gear (Messar Metto)
- Mō itori no Marionette (Masayuki Jin)
- Monster Maker: Maken Desuderibā wo Sagase! (Marion)
- [Ōto Ayakashi Kitan (Masayuki Fujiwara)
- Saiyuki (Sha Gojyo)
- Shiowase no Katachi: Suishō no Namera Nezumi (Koitsu)
- Sound Picture Box: Mewtwo no Tanjyō (Mew)
- Special Duty Combat Unit Shinesman (Shogo Yamadera/Shinesman Gray)
- Antique Bakery|Western Antique Cake-Shop (Keīchirō Tachibana)
- X Character File 1: Yuzuriha & Sorata (Sorata Arisugawa)
- Xenosaga: Outer File (Gaignun Kukai)

### CDs
- Breath
- Gap System Menthol
- Gap System Super Light
- Glay ("Giant Strong Faust Super Star") (Doctor Moog)

### Singles
- GLORY DAYS (1992)
- Tsukareta (1996)
- Jabba Jabba Morning/OHA OHA Starter (with Raymond, 1998)
- Tensai Bakabon no Kuku ha Korediinoda!! (1999)
- Utau (2000)
- Hustle (Kaiketsu Zorori, 2004)
- Ajyapā (with Rikako Aikawa and Motoko Kumai, 2005)

### CM
- Anrakutei (Father, Narrator)
- House Foods (Kokumaro Curry Stew)
- Kirin Freezing Chūhai
- Kōwa (Narration)
- McDonald's (2000, voice) (Ronald McDonald)
- Pokémon film series
- Toyota Ractis

### Other
- Anime Giga (NHK BS2) first guest
- M-1 Grand Prix 2002 (December 29, 2002, Yoshimoto Kōgyō) (Main chairman)
- Sky A Sports Plus name announcer
- Tokyo Disneyland "Disney's Halloween" (2003-2007) (Narrator)